# Agilent Vee
Agilent Vee – środowisko projektowe stworzone przez firmę Hewlett-Packard. Obecnie wsparciem dla tego środowiska zajmuje się firma Agilent Technologies, spółka powstała w wyniku podziału Hewlett-Packarda.
Środowisko to stosowane jest głównie do programowania systemów pomiarowych.
HP Vee współpracuje z urządzeniami poprzez interfejsy:
- szeregowy (RS-232, RS-485 i inne)
- IEEE-488 (GPIB, HP-IB)
- VXI

Środowisko umożliwia m.in.:
- Sterowanie ustawieniami przyrządów pomiarowych (multimetrów, generatorów, itp.)
- Odczytywania pomiarów od dostępnych urządzeń
- Akwizycję i przetwarzanie zebranych danych
- Prezentację danych w postaci tekstowej (zapis do pliku) i graficznej (wykresy)
- Tworzenie interfejsu graficznego użytkownika (GUI)

## Projektowanie
W środowisku HP Vee aplikacje projektuje się w sposób graficzny. Podstawowym składnikiem programu jest nie instrukcja, lecz ikona obiektu wykonująca określone operacje na danych wejściowych. Zamiast, znanej z języków tekstowych, sekwencji wykonywania instrukcji, występuje tu sterowanie przepływem pomiędzy obiektami połączonymi liniami danych i sekwencyjnymi.
HP Vee pozwala projektantowi utworzyć graficzny interfejs użytkownika. Do dyspozycji jest wiele typowych komponentów, takich jak przyciski, nastawniki, wskaźniki czy wyświetlacze. Możliwość użycia technologii ActiveX pozwala na lepszą integrację z komercyjnymi aplikacjami (np. Microsoft Word, Excel).

## Uruchamianie aplikacji
Zaprojektowana aplikacja może być uruchomiana z poziomu środowiska projektowego, umożliwiającego zaawansowane metody testowania programu (ustawianie pułapek, praca krokowa, itp). Możliwe jest tworzenie programów, do uruchomienia których nie potrzeba środowiska HP Vee. Konieczne jest jednak skorzystanie z aplikacji veerun, wydając w systemie operacyjnym polecenie:
veerun [option] moja_aplikacja.vee